# All (album Horace’a Silvera)
All (właśc. The United States of Mind Phase 3: All) – album studyjny amerykańskiego pianisty jazzowego Horace’a Silvera oraz współpracujących z nim w kwintecie i sekstecie muzyków, wydany z numerem katalogowym BST 84420 w 1972 roku przez Blue Note Records. Album ten stanowi ostatnią część trylogii The United States of Mind, wypuszczonej jako całość pod tym tytułem przez Blue Note w 2004 roku na dwóch CD (w Stanach Zjednoczonych z numerem 7243 4 73157 2 5, w Europie – 7243 8 66745 2 4).

## Powstanie
Materiał na płytę został zarejestrowany 17 stycznia (A2, A3, A5, B2, B3) i 14 lutego (A1, A4, B1, B4, B5) 1972 roku przez Rudy’ego Van Geldera w należącym do niego studiu (Van Gelder Studio) w Englewood Cliffs w stanie New Jersey. Produkcją albumu zajął się George Butler.

## Lista utworów
Opracowano na podstawie materiału źródłowego.
Strona A
| Nr | Tytuł utworu                         | Muzyka        | Długość |
| -- | ------------------------------------ | ------------- | ------- |
| 1. | „The Merger of the Minds”            | Horace Silver | 4:47    |
| 2. | „Cause and Effect”                   | Silver        | 4:14    |
| 3. | „Forever Is a Long Long Time”        | Silver        | 3:50    |
| 4. | „My Soul Is My Computer”             | Silver        | 4:38    |
| 5. | „How Much Does Matter Really Matter” | Silver        | 3:09    |
|    |                                      |               | 20:38   |

Strona B
| Nr | Tytuł utworu                      | Muzyka | Długość |
| -- | --------------------------------- | ------ | ------- |
| 1. | „Horn of Life”                    | Silver | 6:27    |
| 2. | „Who Has the Answer”              | Silver | 3:42    |
| 3. | „From the Heart Through the Mind” | Silver | 3:28    |
| 4. | „All”                             | Silver | 5:39    |
| 5. | „Summary”                         | Silver | 2:35    |
|    |                                   |        | 21:51   |

## Twórcy
Opracowano na podstawie materiału źródłowego.
Muzycy:
17 stycznia 1972:
- Horace Silver – pianino elektryczne, śpiew
- Bob Cranshaw – gitara basowa
- Mickey Roker – perkusja
- Andy Bey, Salome Bey, Gail Nelson – śpiew

14 lutego 1972:
- Horace Silver – pianino elektryczne, śpiew
- Cecil Bridgewater – trąbka, skrzydłówka
- Harold Vick – saksofon tenorowy
- Richie Resnicoff – gitara
- Bob Cranshaw – gitara basowa
- Mickey Roker – perkusja
- Andy Bey, Salome Bey, Gail Nelson – śpiew

Produkcja:
- George Butler – produkcja muzyczna
- Rudy Van Gelder – inżynieria dźwięku